# María José de la Fuente y de la Calle
María José de la Fuente y de la Calle es una auditora española, presidenta del Tribunal de Cuentas de España entre 2018 y 2021. 

## Biografía
Entró a trabajar en el Tribunal de Cuentas en 1984, donde comenzó como técnico especialista en auditoría. En 1986 fue nombrada contador diplomático del Tribunal y en 1991 ganó la oposición a auditor de cuentas. También ha sido subdirectora técnica del departamento financiero y subdirectora técnica de la presidencia del órgano fiscalizador.
Censora jurada de cuentas y miembro del Registro Oficial de Auditores de Cuentas. Entre el 23 de julio de 2018 y el 14 de diciembre de 2021 fue presidenta del Tribunal de Cuentas. 
| Predecesor: Ramón María Álvarez de Miranda García | Presidenta del Tribunal de Cuentas 23 de julio de 2018 - 14 de diciembre de 2021 | Sucesor: Enriqueta Chicano Jávega |